# Hélène de Gingins
Hélène de Gingins, née Hélène Tronchin le 15 mai 1828 à Genève et morte dans la même ville le 23 juillet 1905, est une salonnière, abolitionniste et féministe suisse.

## Biographie
Hélène Tronchin naît le 15 mai 1828, à Genève. Elle est la fille du colonel Henri Tronchin. Elle hérite de son frère Salomon la seigneurie de Gingins qui devient la propriété de son mari Jean-Jacques Quisard, déjà seigneur de Crans. 
Elle épouse l'officier Charles Wolfgang de Gingins.
Salonnière à Genève, elle y fait la connaissance de Josephine Butler qui la convainc de s'engager en 1876 dans le Comité intercantonal de dames, en lutte contre la prostitution féminine. Elle est ensuite membre de l'Association des amies de la jeune fille, de l'Association du sou pour le relèvement moral puis de la Fédération abolitionniste internationale dont elle assume la vice-présidence de 1891 à 1905,.